# Fritz Buchthal
Pour les articles homonymes, voir Buchthal.
Fritz Buchthal, né le 19 août 1907 à Witten et mort le 24 décembre 2003 à Santa Barbara (Californie), est un neurophysiologiste danois d'origine juive allemande.

## Carrière scientifique
Fritz Buchthal dirige un laboratoire de recherche à l'université Humboldt de Berlin, jusqu'à ce qu'en 1933, l'arrivée au pouvoir des nazis ne l'oblige à fuir au Danemark. C'est là, à l'université de Copenhague, qu'il s'engage dans la recherche en neurophysiologie. En 1943, fuyant à nouveau la persécution des juifs allemands et bénéficiant de la filière de sauvetage des juifs du Danemark, il trouve refuge en Suède et enseigne à l'université de Lund. Après la guerre, il se fixe définitivement au Danemark, où en 1946, il obtient la nationalité danoise. En 1955, il devient le premier professeur danois de neurophysiologie, à l'université de Copenhague.

## Œuvres
- (de) Über das Refraktärstadium des Vorhofs. In: Zeitschrift für Biologie. Bd 91, H. 5. 1931 (S. 349–357), Lehmanns Verlag, München (1931); Berlin, Med. Diss., 1932 (Hochschulschrift)
- (en) An Introduction to electromyography Gyldendal, Scandinavian University Books, Kobenhavn, 1957.